# Nicolas Gilsoul
Nicolas Gilsoul (Chênée, Bélgica; 5 de febrero de 1982) es un copiloto de rallies belga. Excopiloto de Thierry Neuville y actual navegante del francés Pierre-Louis Loubet en el M-Sport Ford WRT.

## Carrera

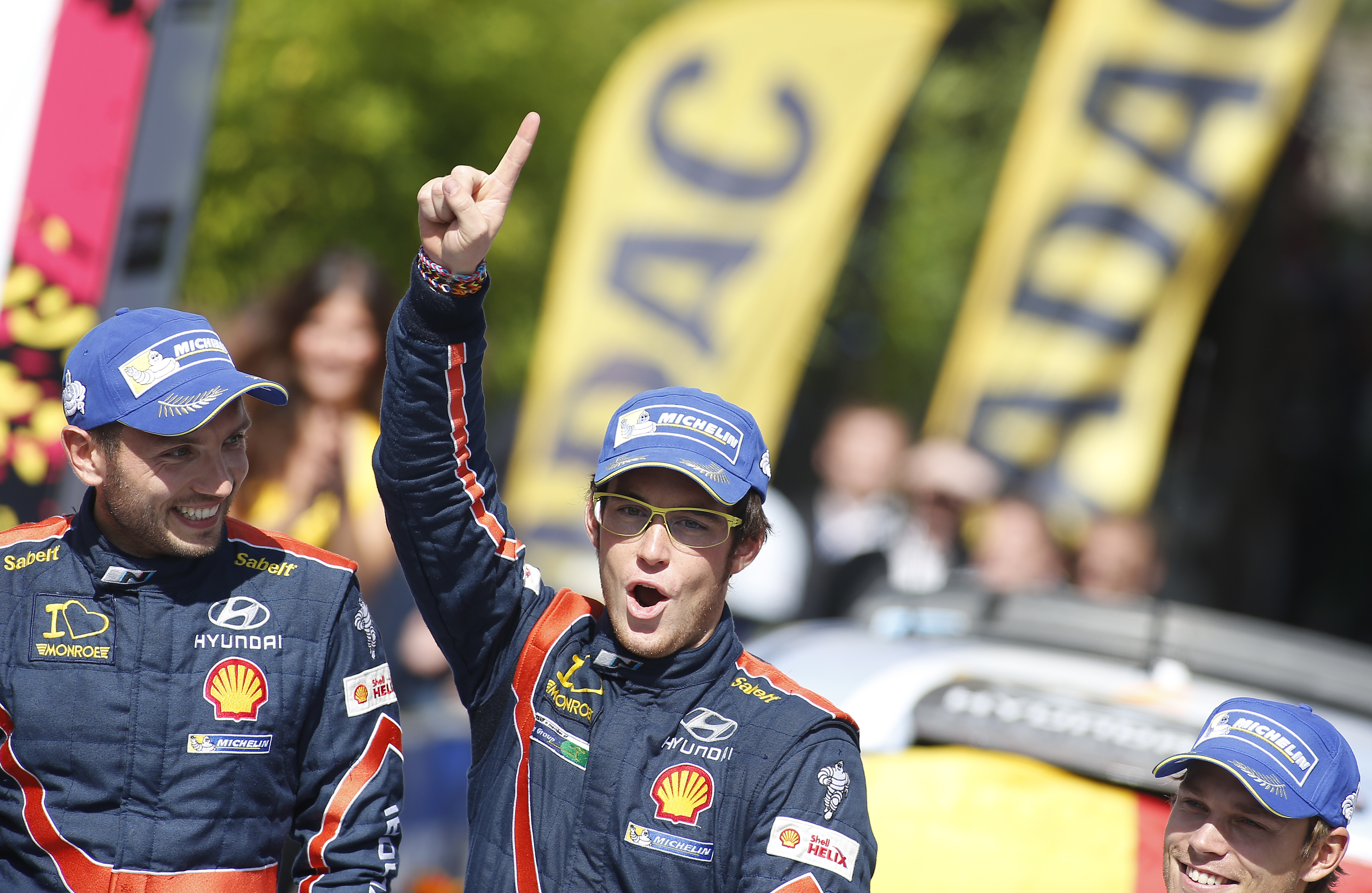
Hyundai Motorsport celebra, como Thierry Neuville y su copiloto Nicolas Gilsoul gana el Rallye de Alemania 2014 (Rallye de Alemania), con Dani Sordo y Marc Martí en el segundo lugar.

Después de competir en eventos regionales desde 2000, Gilsoul hizo su debut internacional en 2003 cuando fue copiloto con Bruno Thiry. Hizo su debut en el WRC en 2007.
Gilsoul comenzó a trabajar con Thierry Neuville en 2011 y compitió en el Intercontinental Rally Challenge en 2011. Desde 2012 participan en el Campeonato del Mundo de Rallyes.
En 2021, justo antes del comienzo de la temporada en el Rally de Montecarlo de 2021, se anunció que Neuville y Gilsoul habían roto su relación. Gilsoul finalmente fue reemplazado por Martijn Wydaeghe como copiloto de Neuville.
Gilsoul regresó al asiento del copiloto en abril de ese año, ahora para el piloto francés Paul-Antoine Santoni en la ronda del Campeonato de Italia de Rally en el Rally de San Remo.
En 2023, Gilsoul regresó al Campeonato Mundial de Rally copilotando a Pierre-Louis Loubet para el M-Sport Ford WRT.

## Victorias

### Victorias en el WRC
| #  | Rally                                      | Temp. | Piloto           | Auto                  |
| -- | ------------------------------------------ | ----- | ---------------- | --------------------- |
| 1  | 32. ADAC Rallye Deutschland                | 2014  | Thierry Neuville | Hyundai i20 WRC       |
| 2  | 13.º Rally de Italia Sardegna              | 2016  | Thierry Neuville | Hyundai i20 WRC       |
| 3  | 60. Che Guevara Energy Drink Tour de Corse | 2017  | Thierry Neuville | Hyundai i20 Coupe WRC |
| 4  | 37° YPF Rally Argentina                    | 2017  | Thierry Neuville | Hyundai i20 Coupe WRC |
| 5  | ORLEN 74. Rajdu Polski                     | 2017  | Thierry Neuville | Hyundai i20 Coupe WRC |
| 6  | 26. Kennards Hire Rally Australia          | 2017  | Thierry Neuville | Hyundai i20 Coupe WRC |
| 7  | 66th Rally Sweden                          | 2018  | Thierry Neuville | Hyundai i20 Coupe WRC |
| 8  | 52.º Vodafone Rally de Portugal            | 2018  | Thierry Neuville | Hyundai i20 Coupe WRC |
| 9  | 15.º Rally de Italia Sardegna              | 2018  | Thierry Neuville | Hyundai i20 Coupe WRC |
| 10 | 62.º CORSICA Linea Tour de Corse           | 2019  | Thierry Neuville | Hyundai i20 Coupe WRC |
| 11 | 39.º XION Rally Argentina                  | 2019  | Thierry Neuville | Hyundai i20 Coupe WRC |
| 12 | 55° RACC Rally Cataluña — Costa Dorada     | 2019  | Thierry Neuville | Hyundai i20 Coupe WRC |
| 13 | 88ème Rallye Automobile Monte-Carlo        | 2020  | Thierry Neuville | Hyundai i20 Coupe WRC |

### Victorias en el IRC
| # | Rally                         | Temp. | Piloto           | Auto              |
| - | ----------------------------- | ----- | ---------------- | ----------------- |
| 1 | 54ème Tour de Corse-E.Leclerc | 2011  | Thierry Neuville | Peugeot 207 S2000 |
| 2 | 53.er Rallye Sanremo          | 2011  | Thierry Neuville | Peugeot 207 S2000 |

## Resultados

### Campeonato Mundial de Rally
| Año  | Equipo                         | Coche                          | 1       | 2      | 3       | 4       | 5      | 6       | 7       | 8       | 9      | 10     | 11      | 12      | 13      | 14    | 15  | 16  | Posición | Puntos |
| ---- | ------------------------------ | ------------------------------ | ------- | ------ | ------- | ------- | ------ | ------- | ------- | ------- | ------ | ------ | ------- | ------- | ------- | ----- | --- | --- | -------- | ------ |
| 2007 | Luc Dewinter                   | Mitsubishi Lancer Evolution IX | MON 28  | SWE    | NOR     | MEX     | POR    | ARG     | ITA     | GRE     | FIN    | GER    | NZL     | ESP     | FRA     | JPN   | IRL | GBR | NC       | 0      |
| 2008 | Bernard Munster                | Subaru Impreza STi N14         | MON     | SWE 30 | MEX     | ARG     | JOR    | ITA     | GRE     | TUR     | FIN    | GER    | NZL     | ESP     | FRA     | JPN   | GBR |     | NC       | 0      |
| 2012 | Citroën Junior Team            | Citroën DS3 WRC                | MON Ret | SWE 12 | MEX 13  | POR 8   | ARG 5  | GRE 6   |         | FIN 16  | GER 13 | GBR 7  | FRA 4   |         | ESP 12  |       |     |     | 7.º      | 53     |
| 2012 | Qatar World Rally Team         | Citroën DS3 WRC                |         |        |         |         |        |         | NZL 5   |         |        |        |         | ITAL 19 |         |       |     |     | 7.º      | 53     |
| 2013 | Qatar World Rally Team         | Ford Fiesta RS WRC             | MON Ret | SWE 5  | MEX 3   | POR 17  | ARG 5  | GRE 3   | ITA 2   | FIN 2   | GER 2  | AUS 2  | FRA 4   | ESP 4   | GBR 3   |       |     |     | 2º       | 157    |
| 2014 | Hyundai Shell World Rally Team | Hyundai i20 WRC                | MON Ret | SWE 28 | MEX 3   | POR 7   | ARG 5  | ITA 16  | POL 3   | FIN Ret | GER 1  | AUS 7  | FRA 8   | ESP 6   | GBR 4   |       |     |     | 6.º      | 105    |
| 2015 | Hyundai Motorsport             | Hyundai i20 WRC                | MON 5   | SWE 2  | MEX 8   | ARG Ret | POR 39 | ITA 3   | POL 6   | FIN 4   | GER 5  | AUS 7  | FRA 23  | ESP 8   |         |       |     |     | 6.º      | 90     |
| 2015 | Hyundai Motorsport N           | Hyundai i20 WRC                |         |        |         |         |        |         |         |         |        |        |         |         | GBR Ret |       |     |     | 6.º      | 90     |
| 2016 | Hyundai Motorsport             | Hyundai i20 WRC                | MON 3   | SWE 14 | MEX Ret | ARG 6   |        |         | POL 4   | FIN 4   | GER 3  | CHN C  | FRA 2   | ESP 3   | GBR 3   | AUS 3 |     |     | 2º       | 160    |
| 2016 | Hyundai Motorsport N           | Hyundai i20 WRC                |         |        |         |         | POR 29 | ITA 1   |         |         |        |        |         |         |         |       |     |     | 2º       | 160    |
| 2017 | Hyundai Motorsport             | Hyundai i20 Coupe WRC          | MON 15  | SWE 13 | MEX 3   | FRA 1   | ARG 1  | POR 2   | ITA 3   | POL 1   | FIN 6  | GER 44 | ESP Ret | GBR 2   | AUS 1   |       |     |     | 2º       | 208    |
| 2018 | Hyundai Shell Mobis WRT        | Hyundai i20 Coupe WRC          | MON 5   | SWE 1  | MEX 6   | FRA 3   | ARG 2  | POR 1   | ITA 1   | FIN 9   | GER 2  | TUR 16 | GBR 5   | ESP 4   | AUS Ret |       |     |     | 2º       | 201    |
| 2019 | Hyundai Shell Mobis WRT        | Hyundai i20 Coupe WRC          | MON 2   | SWE 3  | MEX 4   | FRA 1   | ARG 1  | CHL Ret | POR 2   | ITA 6   | FIN 6  | GER 4  | TUR 8   | GBR 2   | ESP 1   | AUS C |     |     | 2º       | 227    |
| 2020 | Hyundai Shell Mobis WRT        | Hyundai i20 Coupe WRC          | MON 1   | SWE 6  | MEX 16  | EST Ret | TUR 2  | ITA 2   | MNZ Ret |         |        |        |         |         |         |       |     |     | 4.º      | 87     |
| 2022 | East Belgian Racing Team       | Škoda Fabia Rally2 evo         | MON     | SWE    | CRO     | POR     | ITA    | SAF     | EST     | FIN     | BEL 13 | GRE    | NZL     | ESP     | JPN     |       |     |     | NC       | 0      |
| 2023 | M-Sport Ford WRT               | Ford Puma Rally1               | MON Ret | SWE 6  | MEX     | CRO     | POR    | ITA     | SAF     | EST     | FIN    | GRE    | CHL     | EUR     | JPN     |       |     |     | 9.º*     | 8*     |